# Sollevamento pesi ai Giochi della XXI Olimpiade
Le competizioni di sollevamento pesi dei Giochi della XXI Olimpiade del 1976, disputate in Canada, furono considerate valide anche come 50º campionati mondiali di sollevamento pesi organizzati dalla International Weightlifting Federation, e si svolsero dal 18 al 27 luglio 1976 alla Aréna Saint-Michel di Montréal.
Il programma prevedeva 9 eventi, solamente maschili, per un totale di 173 atleti provenienti da 46 nazioni. Per il titolo olimpico furono assegnate le medaglie soltanto nel totale dell'esercizio, mentre per il titolo mondiale le medaglie furono assegnate, oltre che nel totale, anche nei singoli esercizi.
Fu la prima edizione olimpica a prevedere due movimenti (lo strappo e lo slancio) dopo l'abolizione della distensione lenta avvenuta dopo Monaco di Baviera nel 1972. Fu inoltre la prima edizione a stabilire test preventivi antidoping sugli steroidi anabolizzanti.
Come Monaco di Baviera 1972 le categorie di peso furono 9, come segue:
| Categoria            | 1976      |
| -------------------- | --------- |
| Pesi mosca           | - 52 kg   |
| Pesi gallo           | - 56 kg   |
| Pesi piuma           | - 60 kg   |
| Pesi leggeri         | - 67,5 kg |
| Pesi medi            | - 75 kg   |
| Pesi massimi-leggeri | - 82,5 kg |
| Pesi mediomassimi    | - 90 kg   |
| Pesi massimi         | - 110 kg  |
| Pesi supermassimi    | + 110 kg  |

## Podi
| Evento                          | Oro                | Perform. | Argento            | Perform. | Bronzo              | Perform. |
| Pesi mosca (dettagli)           | Aleksandr Voronin  | 242,5    | György Kőszegi     | 237,5    | Mohammad Nassiri    | 235,0    |
| Pesi gallo (dettagli)           | Norajr Nurikjan    | 262,5    | Grzegorz Cziura    | 252,5    | Kenkichi Andō       | 250,0    |
| Pesi piuma (dettagli)           | Nikolaj Kolesnikov | 285,0    | Georgi Todorov     | 280,0    | Kazumasa Hirai      | 275,0    |
| Pesi leggeri (dettagli)         | Petro Korol'       | 305,0    | Daniel Senet       | 300,0    | Kazimierz Czarnecki | 295,0    |
| Pesi medi (dettagli)            | Jordan Mitkov      | 335,0    | Vardan Militosyan  | 330,0    | Peter Wenzel        | 327,5    |
| Pesi massimi leggeri (dettagli) | Valerij Šarij      | 365,0    | Trendafil Stojčev  | 360,0    | Péter Baczakó       | 345,0    |
| Pesi medio massimi (dettagli)   | David Rigert       | 382,5    | Lee James          | 362,5    | Atanas Šopov        | 360,0    |
| Pesi massimi (dettagli)         | Jurij Zajcev       | 385,0    | Krăstju Semerdžiev | 385,0    | Tadeusz Rutkowski   | 377,5    |
| Pesi super massimi (dettagli)   | Vasilij Alekseev   | 440,0    | Gerd Bonk          | 405,0    | Helmut Losch        | 387,5    |

## Medagliere
| Posizione | Paese            | Oro | Argento | Bronzo | Totale |
| --------- | ---------------- | --- | ------- | ------ | ------ |
| 1         | Unione Sovietica | 7   | 1       | 0      | 8      |
| 2         | Bulgaria         | 2   | 3       | 1      | 6      |
| 3         | Germania Est     | 0   | 1       | 2      | 3      |
| 3         | Polonia          | 0   | 1       | 2      | 3      |
| 5         | Ungheria         | 0   | 1       | 1      | 2      |
| 6         | Francia          | 0   | 1       | 0      | 1      |
| 6         | Stati Uniti      | 0   | 1       | 0      | 1      |
| 8         | Giappone         | 0   | 0       | 2      | 2      |
| 9         | Iran             | 0   | 0       | 1      | 1      |
| Totale    | Totale           | 9   | 9       | 9      | 27     |